# Habrophlebia fusca
Espèce
Habrophlebia fusca est une espèce d'insectes appartenant à l'ordre des éphéméroptères.

## Caractéristiques physiques
- Nymphe : de 5 à 6,5 mm pour le corps
- Imago :
  - Corps : de 6 à 8 mm
  - Cerques : ♂ 8 à 10 mm, ♀ 9 à 11 mm
  - Ailes : de 6 à 8 mm

## Localisation
Habrophlebia fusca est une espèce peu abondante, surtout présente dans les cours supérieur et moyen des rivières bien oxygénées, souvent en montagne.

## Éclosion
De début mai à mi-juillet